# Alfred Eversbusch
Alfred Eversbusch (* 1885; † 1966) war ein deutscher Unternehmer. 

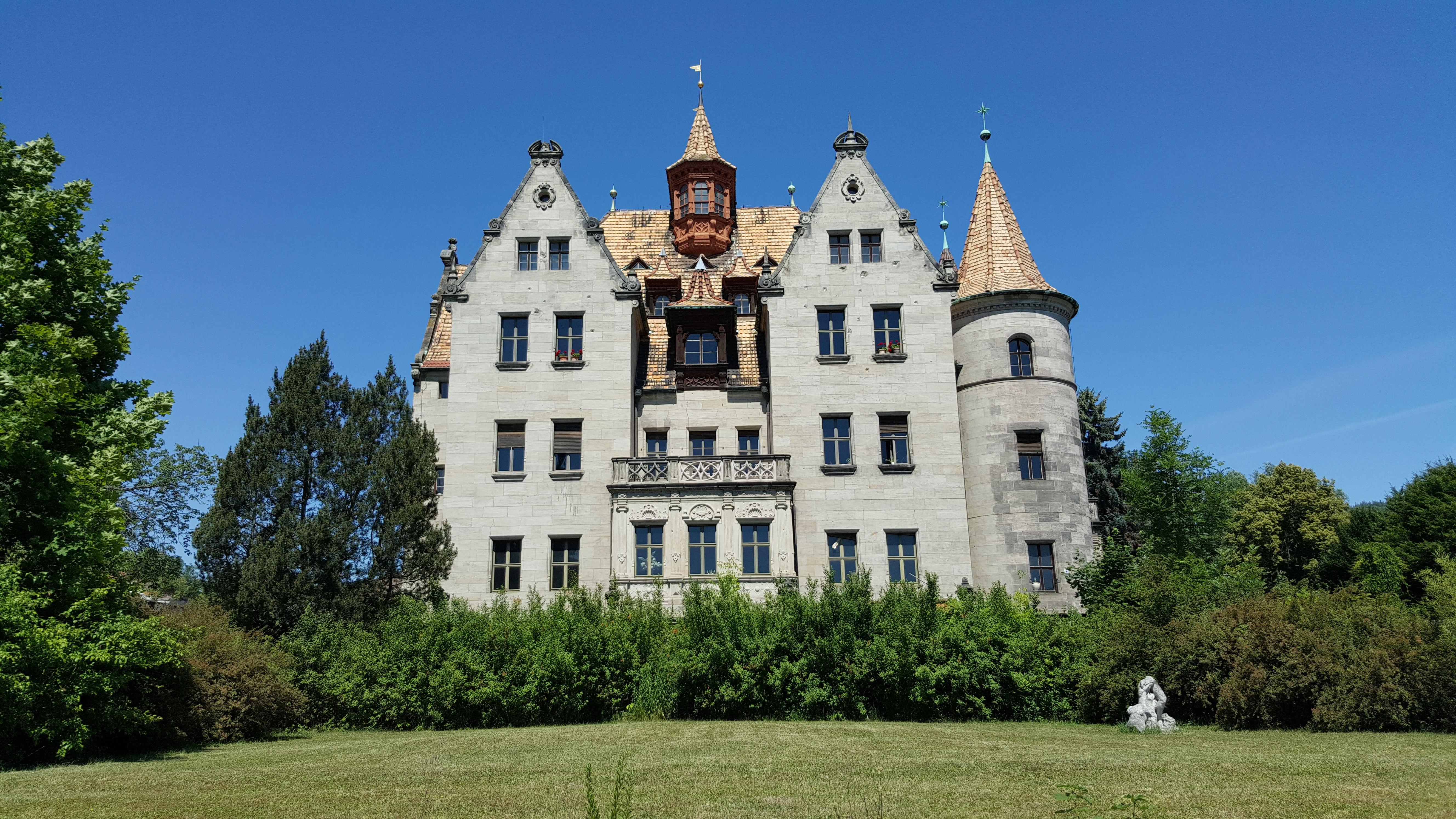
Die Villa des Ankerwerk-Gründers Friedrich Adolf Richter, die später von Eversbusch erworben wurde

Er wurde 1885 als Sohn eines gleichnamigen Gießereibetreibers aus Neustadt an der Weinstraße geboren. Im Alter von 28 Jahren gründete der technikbegeisterte Eversbusch unter der finanziellen Beteiligung seiner näheren Familie und der mehrerer Mitgesellschafter, darunter der Industrielle Richard Kahn, die Pfalz-Flugzeugwerke. Diese Unternehmung wurde direkt durch die bayerische Regierung gefördert. Bei Flugversuchen zog sich Eversbusch noch im selben Jahr eine leichte Verletzung zu. Zusammen mit Kahn wurde 1917 die Rhenania Motorenfabrik zur Herstellung von Flugzeugmotoren gegründet. Dieses Unternehmen wurde jedoch noch im Jahr der Gründung komplett von Kahn übernommen und in seinen Kahn-Konzern eingegliedert. Im Jahr 1921 wurde Alfred Eversbusch Hauptaktionär des Ankerwerks in Rudolstadt. Er teilte das Ankerwerk in mehrere einzelne Gesellschaften auf, hielt aber weiterhin die Verbindung über seine Person aufrecht. Eversbusch bezog gegen 1921 die Richtersche Villa in Rudolstadt. 1953 wurde der Fabrikant Eversbusch zwangsenteignet und das Ankerwerk in den „VEB Ankerwerk Rudolstadt“ umgewandelt.
Erben Eversbuschs versuchten nach der deutschen Wiedervereinigung, die Richtersche Villa durch Rückübertragung auf der Grundlage des Vermögensgesetzes zurückzuerlangen. Aufgrund der Nutzung als Kindergarten war dies jedoch nicht möglich. Von einer gerichtlichen Auseinandersetzung darüber hatten die Mitglieder der Erbengemeinschaft dann abgesehen, erhielten jedoch ein Vorkaufsrecht. Nach der Nutzung als Kindergarten entstand das Spielhaus Richtersche Villa. 2009 plante die Stadt jedoch, das Haus zu verkaufen und einer gewerblichen Nutzung zuzuführen. In diesem Zusammenhang musste der Verein Spielhaus Richtersche Villa e. V. umziehen und nahm entsprechend seinem neuen Vereinssitz den Namen Spielhof Debrahöhe e.V. an. Nach einem zwei Jahre dauernden Rechtsstreit mit der Stadt hat 2011 ein Teil der Erben aus den alten Bundesländern von seinem Vorkaufsrecht Gebrauch gemacht und die Villa von der Stadt gekauft. Seit Anfang 2014 ist die Rudolstädter Firma Zeilenwert GmbH in dem Gebäude als Mieter ansässig.